# Max Zeibig

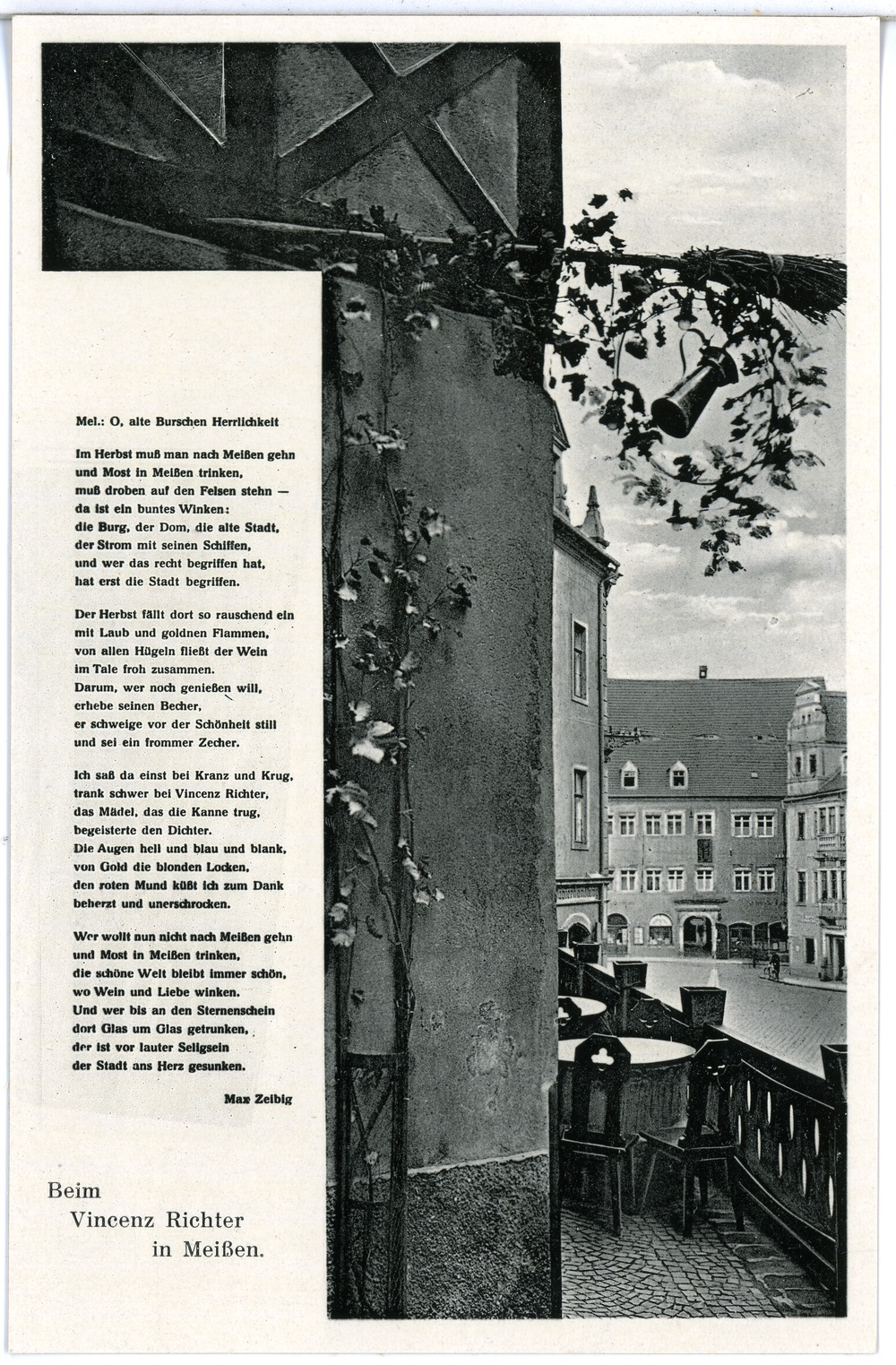
Ansichtskarte mit Gedicht von Max Zeibig über das Restaurant Vincenz Richter in Meißen

Max Zeibig (* 2. April 1889 in Loschwitz; † 18. Mai 1963) war ein deutscher Lehrer und Dichter. Er war auch schriftstellerisch tätig und hat speziell über die Oberlausitz publiziert. Zu seinen Freunden zählten u. a. der sächsische Dichter Kurt Arnold Findeisen, der Mundartdichter des Erzgebirges Anton Günther und der Lehrer Max Lucke aus Bautzen, dessen Ehefrau Lotte geb. Truckenbrodt ebenfalls aus dem Erzgebirge stammte.
Nach 1945 ließ sich Zeibig in Bayern nieder. Beerdigt wurde Zeibig in Wasserburg (Bodensee).

## Werke (Auswahl)
- Vom Felde zur Heimat
- Bunte Gassen, helle Straßen, Dresden: Landesverein Sächsischer Heimatschutz, 1921
- Kinderfrühling. Plaudereien und Proben aus Kindheit und Schule. Mit Bildern von Kurt Rübner, Dresden, A. Huhle o. J. [1925]
- Ein Korb Kirschen. Musikanten-, Kinder- und Frühlingsgeschichten. Drei-Tannen-Verlag Roland Fiedler, Olbernhau, 1930
- Deutsche Wanderfahrt, Dresden: Landesverein Sächsischer Heimatschutz, 1925
- Schöne Dorfstunden
- Lob der Lausitz